# Budynek przy ulicy Kościuszki 1 w Katowicach
Budynek przy ulicy Kościuszki 1 – awangardowy na lata XX budynek w stylu modernistycznym, projektu Tadeusza Łobosa, który znajdował się w katowickim Śródmieściu, usytuowany na rogu ulic Świętego Jana i Tadeusza Kościuszki, naprzeciwko kinoteatru Rialto. Budynek sąsiadował z budynkiem przy ulicy Kościuszki 1a i kioskiem od strony torów kolejowych. Wszystkie te budynki wyburzono na przełomie lat 60. i 70. XX wieku.

## Historia
W miejscu budynku do początku dwudziestego wieku znajdowała się lokomotywownia. Właścicielem gruntu była Dyrekcja Kolei Państwowych. Pozwolenie na budowę wydano w 1929 roku. W 1931 roku w luce pomiędzy budynkiem, a torami kolejowymi wybudowano kiosk z wędlinami. W okresie II wojny światowej znajdowała się w nim niemiecka księgarnia. Po wojnie w budynku mieściły się m.in. sklep cukierniczo-spożywczy B. Kopańskiego, sklep Fotomat Tadeusza Pawłeckiego, sklep tekstylno-galanteryjny Marii Matejowej, bufet turystyczny Marty Tomczak i pijalnia mleka Śląskich Zakładów Mleczarskich.

## Architektura
Budowlę wzniesiono w stylu modernistycznym według projektu Tadeusza Łobosa. W 1941 roku przebudowano witryny budynku według projektu architekta Karla Willy Grunerta. Łukowato wygięta elewacja frontowa, odwzorowująca bieg ulicy, była pięcioosiowa, niesymetryczna. Budynek posiadał trzy kondygnacje i podpiwniczenie. Okna budynku były prostokątne.